# 里本科費爾山
46°43′46″N 12°48′7″E / 46.72944°N 12.80194°E

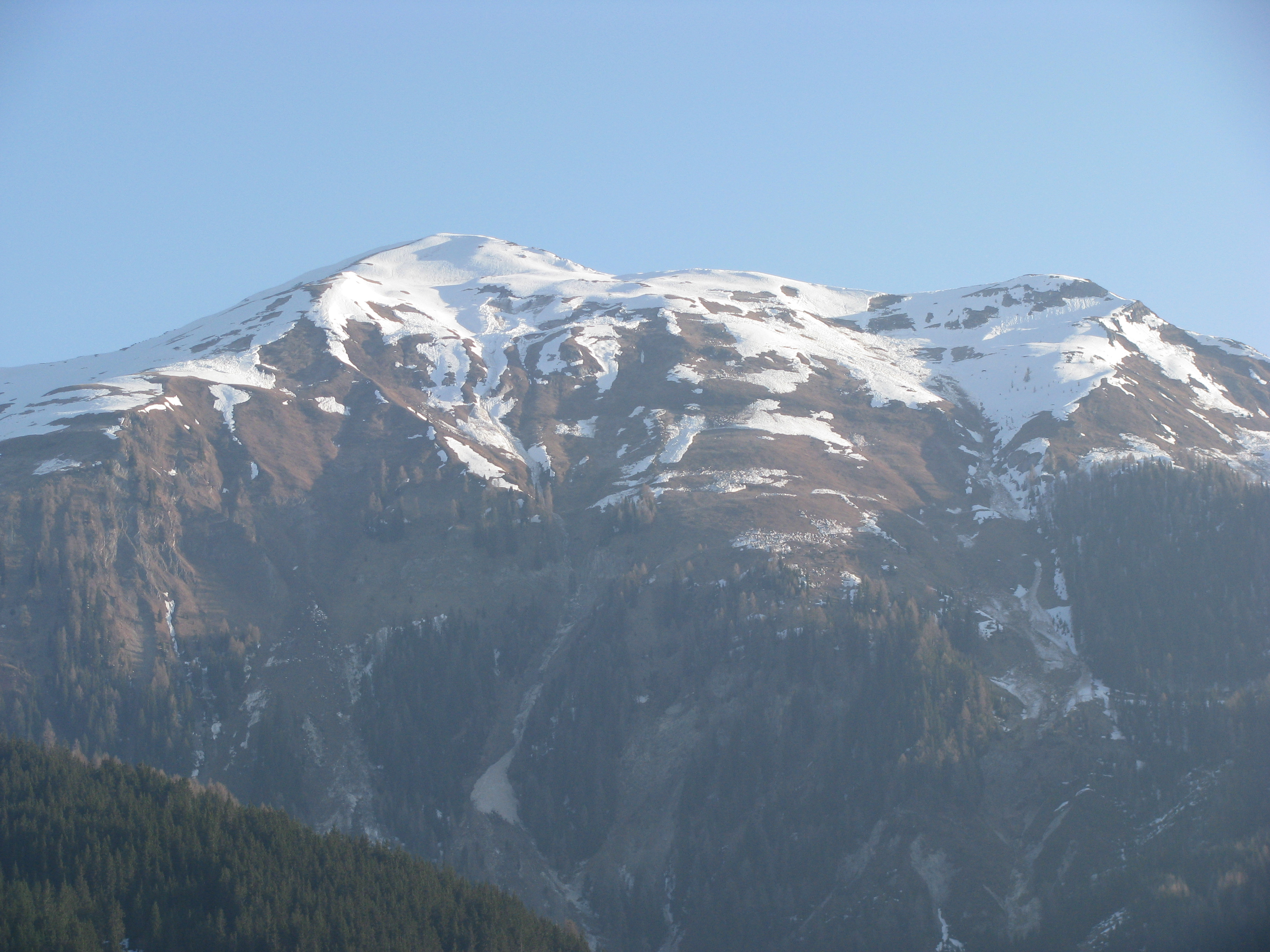

里本科費爾山（德語：Riebenkofel），是奧地利的山峰，位於該國南部，由克恩頓州負責管轄，屬於[[蓋爾塔爾阿爾卑斯山脈的一部分，海拔高度2,386米，每年平均降雨量2,138毫米。